# Histoire de Melody Nelson
| Совокупная оценка | Совокупная оценка |
| Источник          | Оценка            |
| ----------------- | ----------------- |
| Metacritic        | 96/100            |
| Оценки критиков   |                   |
| Источник          | Оценка            |
| AllMusic          | [ 5 ]             |
| The A.V. Club     | A                 |
| Pitchfork         | 10/10             |
| PopMatters        | 10/10             |

Histoire de Melody Nelson (рус. История Мелоди Нельсон) — первый концептуальный альбом 1971 года французского поэта, композитора, автора и исполнителя песен Сержа Генсбура, отдавшего дань уважения литературе и произведениям Владимира Набокова и построившего этот альбом вокруг повествования, о своей женщине, как своей музе. Альбом записан в сотрудничестве с композитором и аранжировщиком Жан-Клодом Ваннье, ранее работавшим с Мишелем Польнареффом и Джонни Холлидеем.

## Об альбоме
Во второй половине 1960-х гг, в англоязычной музыке возникла мода на альбомы содержащие сюжетно связанные между собой композиции, либо все песни альбома, объединённые одной и той же темой. Такие альбомы стали называть концептуальными. Первым концептуальным альбомом, выпущенным во Франции, стал альбом Сержа Генсбура Histoire de Melody Nelson. Вначале альбом продавался плохо, но со временем приобрёл статус культового. 

## Список композиций
Автор музыки и текстов — Серж Генсбур (кроме указанных особо):

### Сторона A
1. Melody — 7:34
2. Ballade de Melody Nelson (сл. Генсбур, муз. Ваннье) — 2:00
3. Valse de Melody — 1:32
4. Ah ! Melody (сл. Генсбур, муз. Ваннье) — 1:46

### Сторона B
1. L’hôtel particulier — 4:08
2. En Melody (сл. Генсбур, муз. Ваннье) — 3:27
3. Cargo culte (сл. Генсбур, муз. Ваннье) — 7:37

## Участники записи
Согласно заметкам к альбому:
- Серж Генсбур — вокал, пианино, гитара
- Алан Паркер — гитара
- Биг Джим Салливан — ритм-гитара
- Дейв Ричмонд — бас-гитара
- Роджер Коулэм — клавишные
- Жан-Клод Ваннье — аранжировки, управление аркестром
- Джейн Биркин — вокал
- Дуги Райт — ударные
- Жан-Люк Понти — электроскрипка (на «En Melody»)
- Жан-Клод Charvier — запись
- Жан-Клод Десмарти — производство